# Tunbridge (Vermont)
Tunbridge è una città degli Stati Uniti situata nella contea di Orange, nel Vermont. Secondo il censimento del 2017, la popolazione si aggira intorno ai 1.171 abitanti. La città è composta da tre zone, tutte situate sulla Vermont Route 110 nella valle del primo ramo del White River. I tre insediamenti sono denominati North Tunbridge (noto anche localmente come "Blood Village", "villaggio del sangue"), Tunbridge Village ("Market") e South Tunbridge ("Jigger").

## Monumenti e luoghi d'interesse

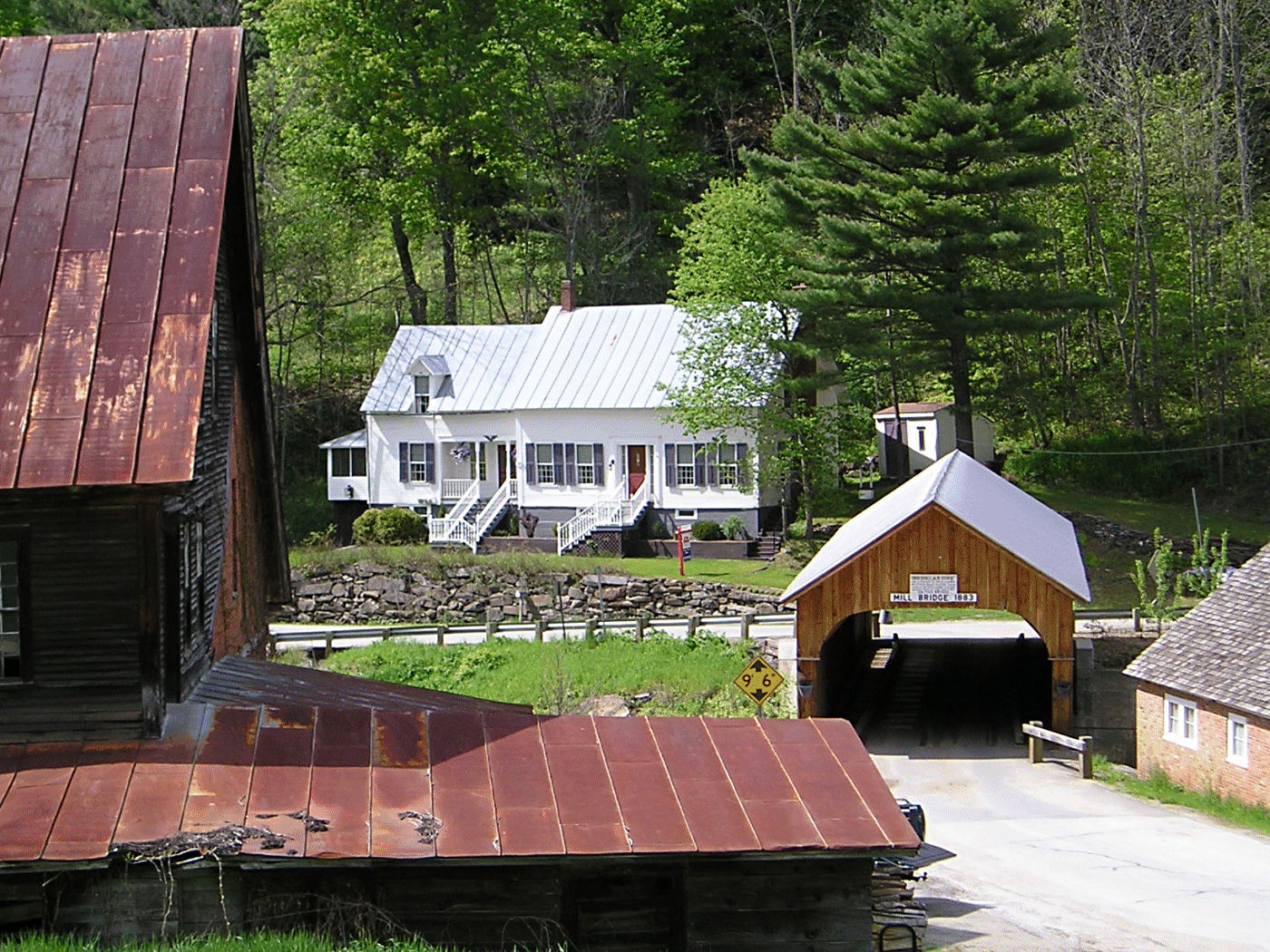
Hayward & Kibby Mill e Mill Bridge

L'intero centro di Tunbridge, compreso il polo fieristico, è stato inserito nel Registro nazionale dei luoghi storici nel 1994. Ufficialmente l'elenco dei distretti riporta "più o meno, tutti gli insediamenti lungo la VT 110 e le strade adiacenti includendo Town Rd. 45 e Spring e Strafford Rds."
Tunbridge ha cinque ponti coperti, tutti riportati nel Registro Nazionale:
- Cilley Bridge – a sud-ovest di Tunbridge Village (al largo di Howe Lane dalla VT 110)
- Flint Bridge – North Tunbridge su Bicknell Hill Road (fuori dalla VT 110)
- Larkin Bridge – North Tunbridge su Larkin Road (fuori dalla VT 110)
- Howe Bridge – A sud di Tunbridge Village (entrando sulla VT 110) a Belknap Road
- Mill (o Hayward & Noble o Spring Rd.) Bridge —nel Village, lato ovest della VT 110 su Spring Road

Tunbridge presenta anche altre due strutture elencate individualmente nel Registro Nazionale:
- Hayward & Kibby (o Hayward & Noble) Mill - su Spring Road nel villaggio di Tunbridge
- La chiesa episcopale metodista di South Tunbridge

### Tunbridge World's Fair
Si può risalire alla storia della Tunbridge World's Fair attraverso lo statuto della città, nel quale venivano autorizzate due fiere all'anno, quando la popolazione era composta solamente da cinquanta famiglie.
Solo nel 1867, dopo una successione di fiere nell'Orange County iniziata nel 1847, viene fondata la Società agricola di Tunbridge e organizzata una fiera presso la fattoria Elisha Loungee, nella zona nord del villaggio. Durante la fiera del 1867, l'ex tenente governatore del Vermont Burnham Martin parlò della manifestazione come di una "piccola fiera di mondo". Lewis Dickerman riutilizzò la frase nel 1868 nei volantini pubblicitari e da allora la fiera viene chiamata Tunbridge World's Fair.
Nel 1875, la Union Agricultural Society assunse il patrocinio della fiera e trasferì la sua sede nell'attuale area fieristica nel centro di Tunbridge.
Nel 1894, la fiera è entrata a far parte della National Trotting Association e per molti anni ha mantenuto l'unica pista da corsa in erba rimasta nel Vermont.
La fiera continua a tenersi una volta l'anno con manifestazioni agricole e culturali, mostre di lavori d'antiquariato, corse di cavalli, spettacoli con cavalli e bestiame e molti altri spettacoli gratuiti.

## Cimiteri
Le date rappresentano gli anni in uso.
- Button: 1780-oggi
- Dickerman Hill: 1807–1934
- Drew: 1814–1881
- Durkee: 1812–1981
- Hunt: 1802-oggi
- Hutchinson: 1788-1923
- Hutchinson Lot: 1844–1860
- Kelsey Mt.: 1792–1921
- Monarch Hill: 1814-1876
- Mt. Pleasant: 1798–1982
- Old Meeting House: 1816–1940
- Ordway: 1813–1893
- Riddall: 1818-1820
- Smith: 1807–1881
- Spring Road (nuovo): 1842-oggi
- Spring Road (vecchio): 1831–1885
- Strafford Road: 1800–1968
- Tunbridge Village: 1807-oggi
- Ward Hill: 1804–1884
- Whitney Hill: 1809–1915